# Allomerus vogeli
Allomerus vogeli är en myrart som beskrevs av Kempf 1975. Allomerus vogeli ingår i släktet Allomerus och familjen myror. Inga underarter finns listade i Catalogue of Life.

## Bildgalleri

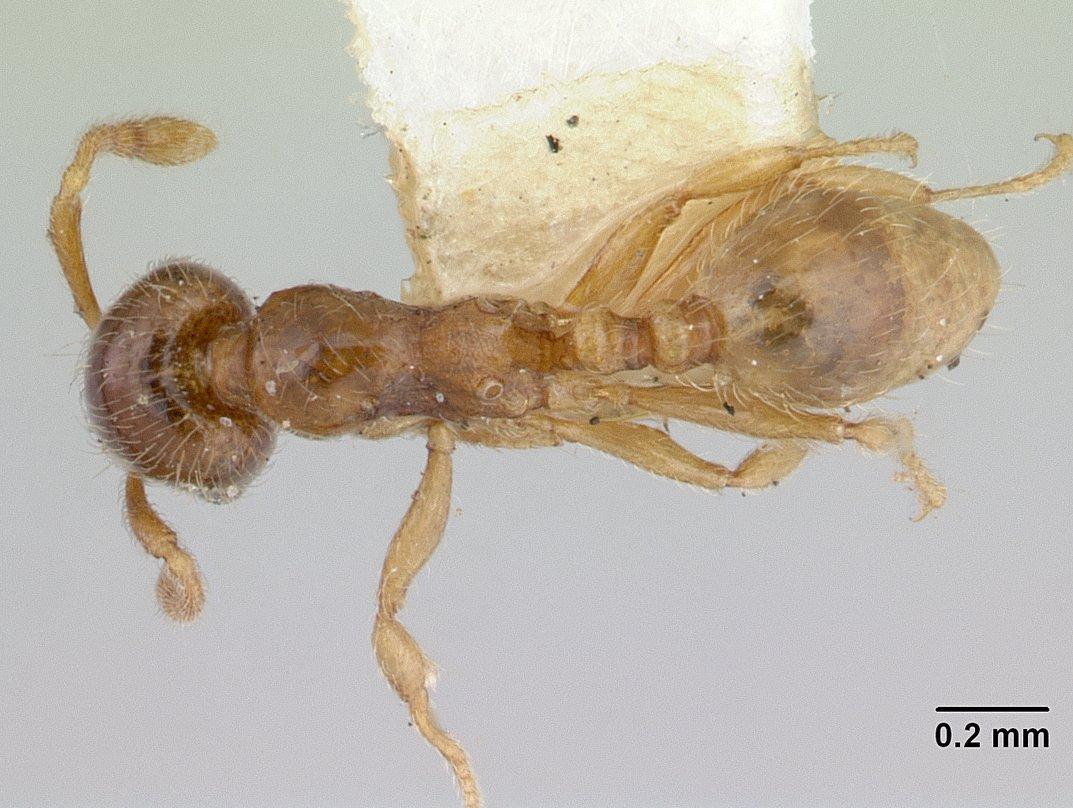
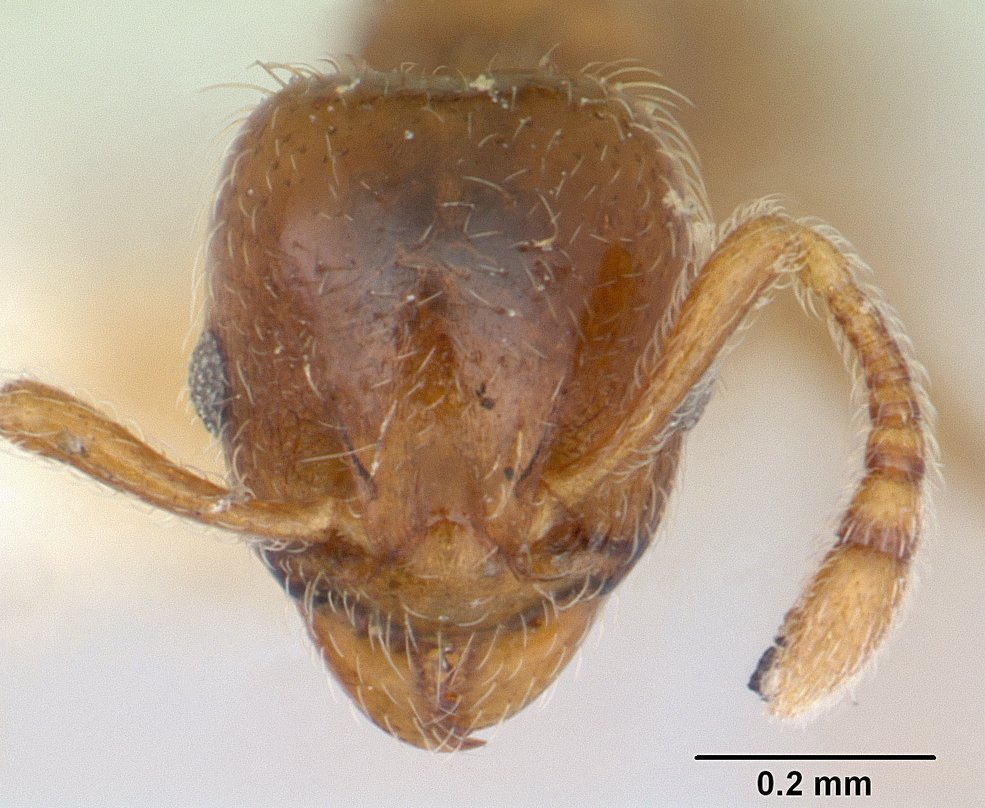
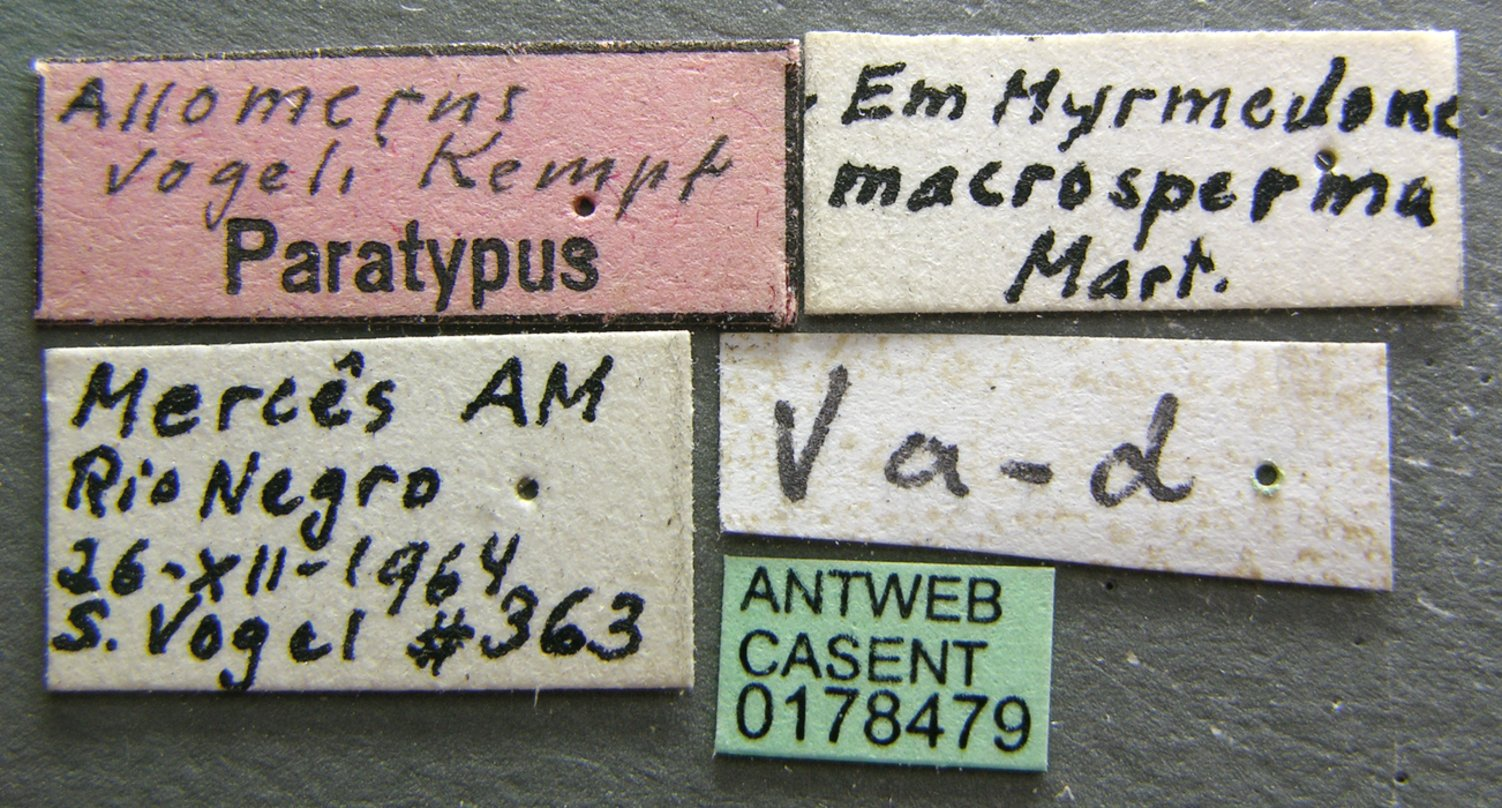
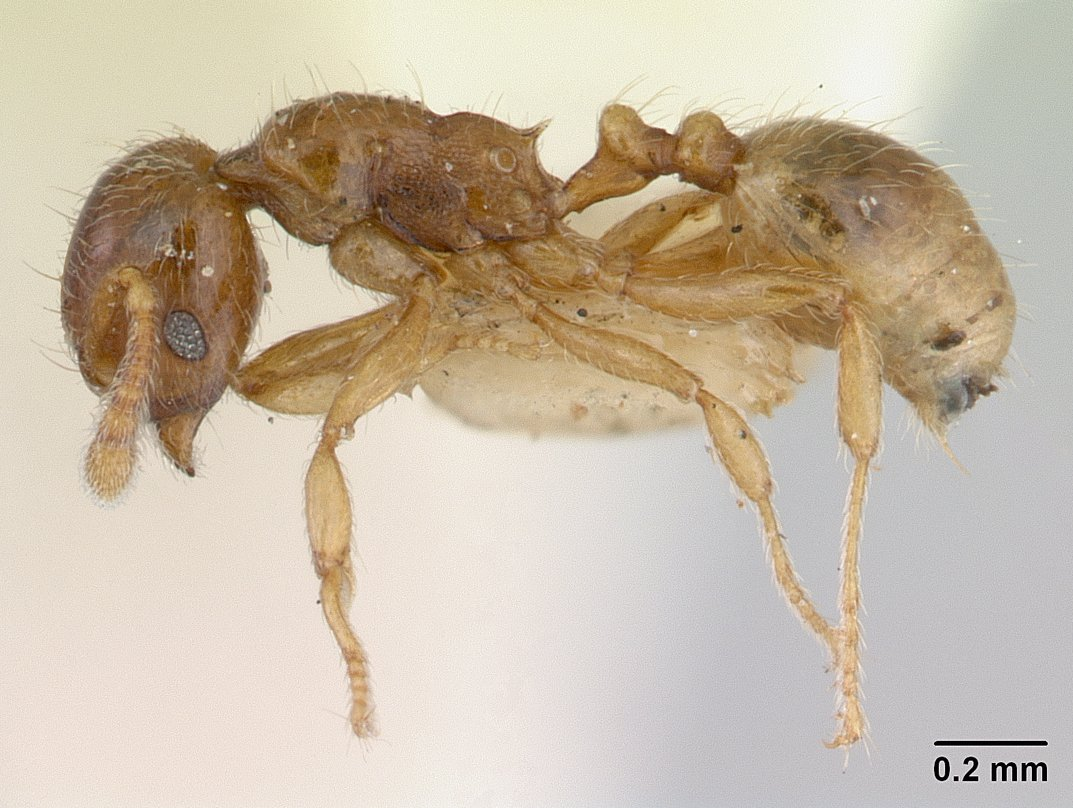
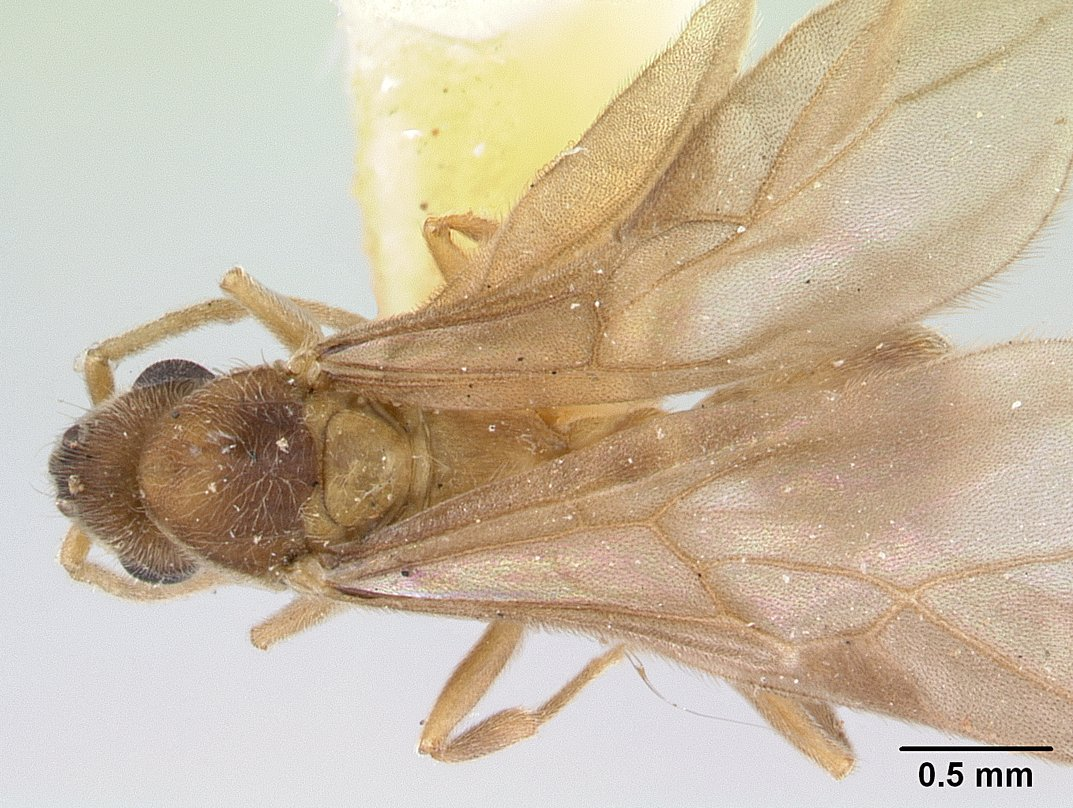
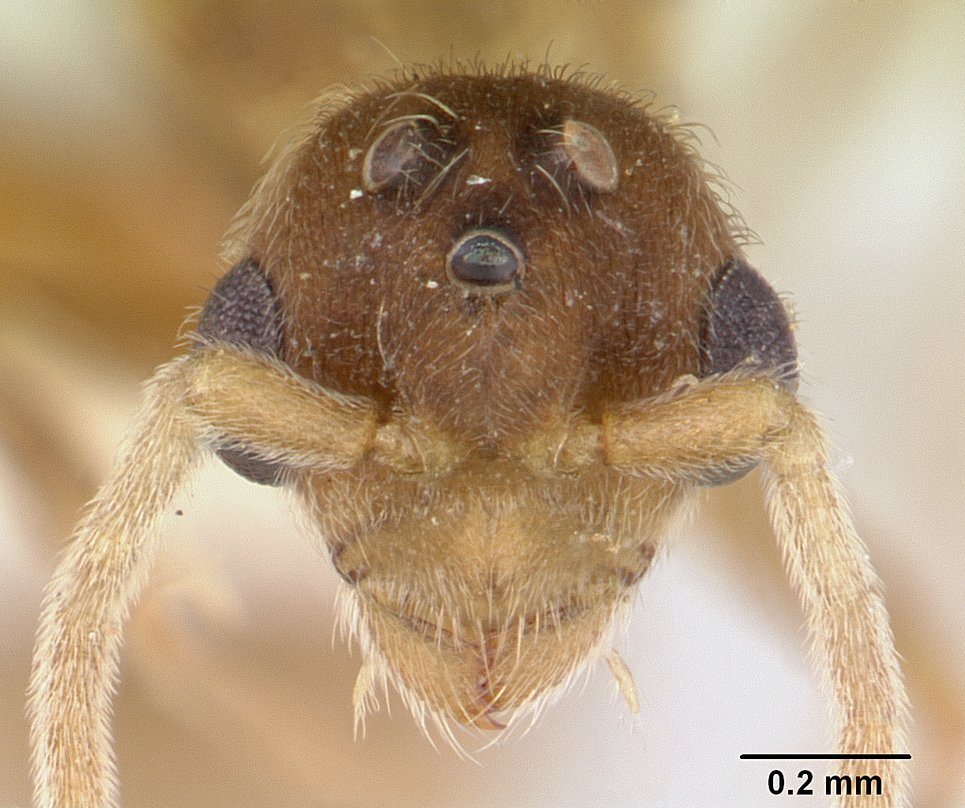